# ديان فان إس
ديان فان إس (الهولندية: من مواليد 22 مارس 1999) هي عداءة هولندية للمسافات المتوسطة والطويلة. فازت بالميدالية الفضية في سباق 10000 متر في بطولة أوروبا 2024 والميدالية البرونزية في سباق 5000 متر في بطولة أوروبا تحت 23 سنة 2021. هي صاحب الرقم القياسي الهولندي في سباق الطريق لمسافة 10 كيلومترات. فازت بأربعة ألقاب وطنية (5000 م، 10 كم).